# 班氏雙鰭電鰩
班氏雙鰭電鰩（學名：Narcine bancroftii），又稱班氏雙鰭電鱝，為軟骨魚綱電鰩目雙鰭電鰩科雙鰭電鰩屬的一種，分布於西大西洋區，從美國北卡羅萊納州到巴西東北部, 包括墨西哥灣，加勒比海與西印度群島海域，深度約35公尺，本魚頭部、軀幹和胸鰭連成一體，形成一厚且光滑之圓體盤，和尾鰭分開，兩側各具一縱走之皮褶，眼睛很小，噴水孔與眼有一定距離，後緣光滑，口小，唇厚，具強大之唇軟骨。齒細小，具尖頭，排列緊密成鋪石狀，每個顎骨的齒排數量從 17到34不等，背鰭2個，位於尾鰭之上，體色深棕色到紅橙色，有不規則的環，有時呈橢圓形，腹面白色到綠色，有兩個形狀細長的電器官，從眼睛的前部一直延伸到圓盤的後端，可以產生約14至37伏特的峰值電壓，體長可達65公分，棲息在沙泥底質海域，為夜行性底棲性魚類，屬肉食性，以多毛類、甲殼類及硬骨魚等為食，體內的發電器官，可能用來防禦或捕食，卵胎生，生活習性不明。

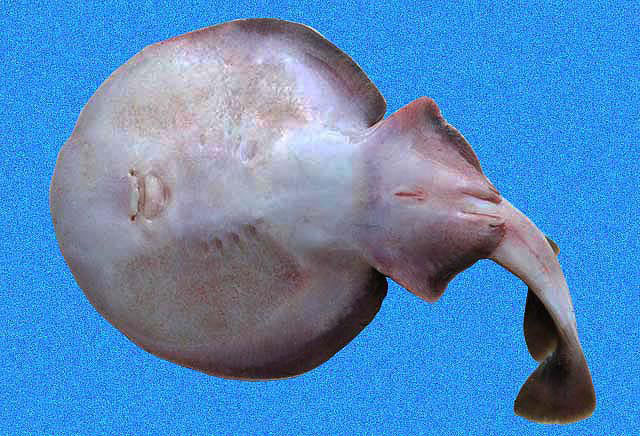
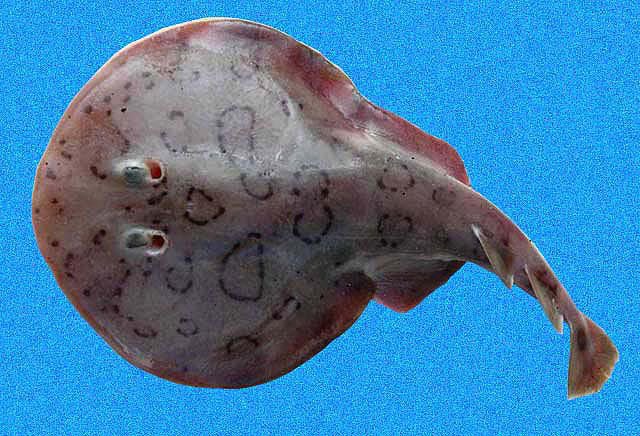
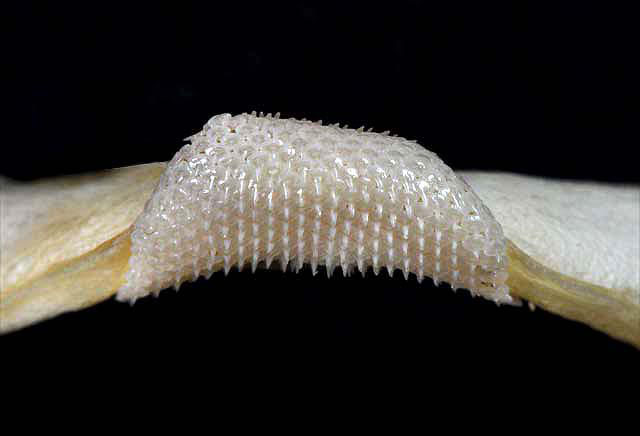
上排牙齒
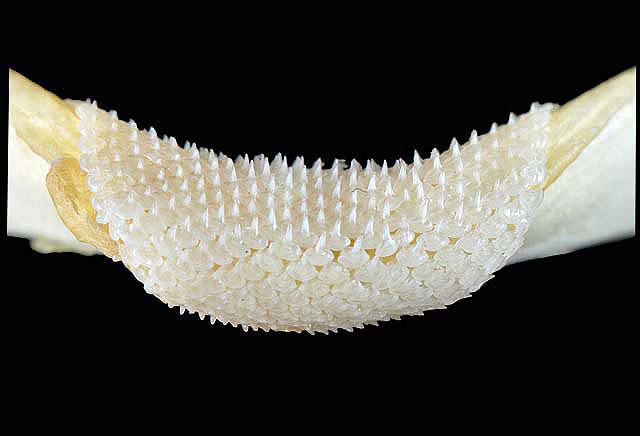
下排牙齒